# Gulpen-Wittem
Gulpen-Wittem (phát âmⓘ) là một đô thị ở đông nam Hà Lan.

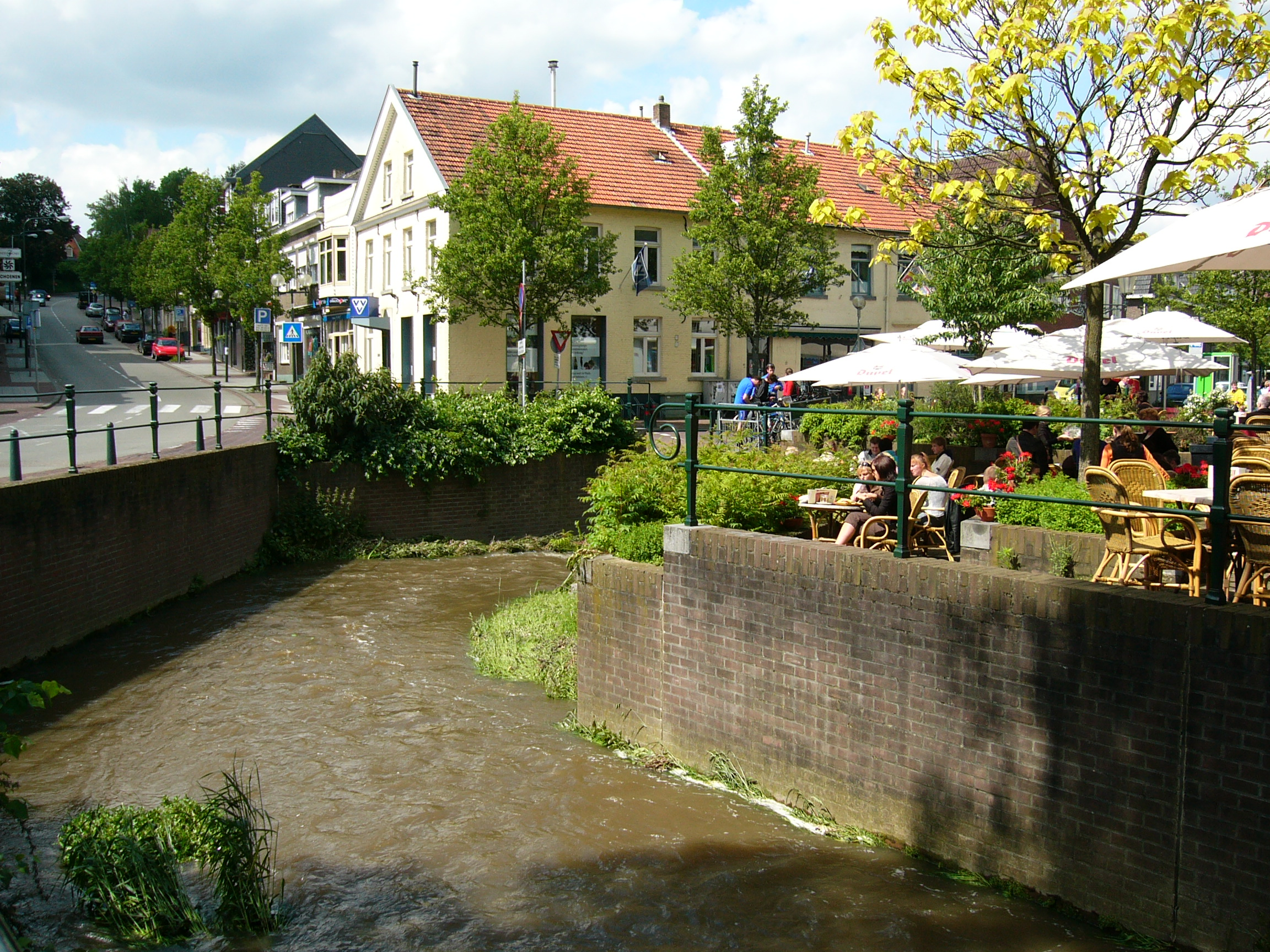
Sông Gulp ở trung tâm Gulpen

50°48′B 5°53′Đ / 50,8°B 5,883°Đ

## Các trung tâm dân cư
Beertsenhoven, Berghem, Berghof, Beutenaken, Billinghuizen, Bissen, Bommerig, Broek, Cartils, Crapoel, Dal, De Hut, Diependal, Dijk, Elkenrade, Elzet, Epen, Eperheide, Etenaken, Euverem, Eys, Eyserheide, Gracht, Gulpen, Heijenrath, Helle, Hilleshagen, Höfke, Hurpesch, Ingber, Kapolder, Kleeberg, Kosberg, Kuttingen, Landsrade, Mechelen, Mingersberg, Nijswiller, Overeys, Overgeul, Partij, Pesaken, Piepert, Plaat, Reijmerstok, Schilberg, Schweiberg, Sinselbeek, Slenaken, Stokhem, Terlinden, Terpoorten, Terziet, Trintelen, Wahlwiller, Waterop, Wijlre, Wittem.